# غييرمو كوتونيو
غييرمو كوتونيو (بالإسبانية: Guillermo Cotugno)‏ (12 مارس 1995 بمونتفيدو في الأوروغواي - ) هو لاعب كرة قدم أوروغواني في مركز الدفاع. شارك مع منتخب الأوروغواي تحت 20 سنة لكرة القدم. أما مع النوادي، فقد لعب مع روبين كازان ونادي دانوبيو وتاليريس كوردوبا.

## وصلات خارجية
- غييرمو كوتونيو على موقع الاتحاد الدولي (مؤرشف)  (الإنجليزية)
- غييرمو كوتونيو على موقع قاعدة بيانات كرة القدم.إي يو (الإنجليزية)
- غييرمو كوتونيو على موقع Soccerway.com (الإنجليزية)
- غييرمو كوتونيو على موقع AS.com (الإسبانية)